# Анатомический театр
Анатомический театр (лат. theatrum anatomicum) — помещение для анатомических работ, исследований и чтения лекций.
В современном употреблении — помещение для учебного вскрытия трупов в медицинских учреждениях.

## История
Исторически — специфическое явление культуры эпохи барокко: театрализованное вскрытие трупов врачами в парадных костюмах.
Благодаря итальянскому анатому Мондино де Луцци возобновилась долгое время запрещавшаяся средневековой католической церковью практика публичных вскрытий трупов умерших людей в целях обучения студентов медицине. В январе 1315 года с разрешения Ватикана он провёл первое за многие годы вскрытие. В то время считалось нормой восседание профессора на высоком кресле, с которого он указывал хирургу (demonstrator), что делать. В это время ostensor указывал на рассматриваемые части тела. Метод Мондино считался новаторским, поскольку он лично проводил операции, исполнял роль demonstrator, вносил замечания и наблюдения в свои тетради и учебные пособия.
Анатомические театры появились в Италии в XV—XVI веках. Старейший анатомический театр открыт в Падуе в 1490 году.
В России анатомические театры появились после «Великого посольства» Петра I в Голландию в Лейдене в 1698 году.
Русский художник Николай Ге часто посещал анатомический театр в процессе работы над картиной «Распятие» 1894 года и над так и не завершённым её вариантом — «Распятием» 1892 года из Музея Орсе. Он утверждал, что случайно оказавшись там, вероятно, упал бы в обморок, но сознание, что детально точное изображение мёртвого тела необходимо для работы, позволяло ему проводить там многие часы.